# Michael W. Gee
Michael W. Gee (* 20. Mai 1971 in Hamburg) ist ein deutscher Ingenieur und Hochschullehrer. Er ist Professor für Mechanik auf Höchstleistungsrechnern an der Technischen Universität München.

## Biografie
Gee machte 1990 sein Abitur am Georgii-Gymnasium in Esslingen am Neckar und leistete anschließend in Stuttgart seinen Zivildienst ab. Er studierte ab 1992 Bauingenieurwesen an der Universität Stuttgart und schloss 1999 als Diplomingenieur ab. Danach war er wissenschaftlicher Mitarbeiter am Institut für Baustatik der Uni Stuttgart. Im Jahr 2004 wurde er mit dem Thema Effiziente Lösungsstrategien in der nichtlinearen Schalenmechanik zum Dr.-Ing. promoviert, Hauptberichter war dabei Ekkehard Ramm. Es folgte ein zweijähriger Aufenthalt als Postdoc bei den Sandia National Laboratories in Albuquerque und Livermore, einer Forschungs- und Entwicklungseinrichtung des US-Energieministeriums zur Entwicklung, Herstellung und Erprobung von nicht-nuklearen Komponenten von Nuklearwaffen. Im Jahr 2006 wechselte er als Gruppenleiter und Habilitand an die TU München und erhielt 2011 einen Ruf auf das Fachgebiet für Mechanik auf Höchstleistungsrechnern in der Fakultät für Maschinenwesen. Große Beteiligung kommt ihm an der Einrichtung des interdisziplinären Studiengangs Ingenieurwissenschaften als neue Möglichkeit an der TU zu.

## Forschung und Lehre
Gee forscht im Bereich der Methodenentwicklung in der numerischen Simulation mechanischer und physikalischer Phänomene. Dabei liegt sein Fokus auf Algorithmen und Methoden zur Lösung von nichtlinearen Struktur- und Fluidmechanikproblemen, gekoppelten Problemen wie Fluid-Struktur-Interaktion sowie algebraischen Mehrgitterverfahren. Jüngste Forschungsvorhaben thematisieren inverse Probleme sowie die Quantifizierung von Unsicherheiten in der Biomechanik. Anwendungsorientiert verfolgt Gee verschiedene Projekte im Bereich der Modellierung und Methodenentwicklung bildbasierter kardiovaskulärer Mechanik des Herz- und Kreislaufsystems sowie verschiedene Anwendungen in der Medizintechnik.
Er lehrt sowohl in Grundlagenvorlesungen als auch in spezialisierten Vertiefungsmodulen und wurde bereits mehrmals mit Lehrpreisen der studentischen Vertretung ausgezeichnet. Dazu beteiligt er sich in verschiedenen Gremien und Ehrenämtern aktiv an der Hochschulpolitik.